# Casteldelfino
Casteldelfino là một đô thị tại tỉnh Cuneo trong vùng Piedmont của Italia, vị trí cách khoảng 70 km về phía tây nam của Torino và khoảng 45 km về phía tây bắc của Cuneo. Tại thời điểm ngày 31 tháng 12 năm 2004, đô thị này có dân số 208 người và diện tích 33,4 km².
Đô thị Casteldelfino có các frazioni (đơn vị cấp dưới, chủ yếu là các làng) Torrette, Bertines, Serre, Alboin, Pusterlevà Rabioux.
Casteldelfino giáp các đô thị: Bellino, Elva, Oncino, Pontechianale và Sampeyre.